# Miloud Rahmani
Miloud Rahmani (né le 13 décembre 1983) est un athlète algérien, spécialiste du 400 mètres haies. 

## Biographie
Médaillé d'argent du 400 m haies lors des Jeux panarabes de 2011, il se distingue lors de la saison 2013 en remportant dans cette même discipline le titre des championnats panarabes et la médaille d'argent des Jeux méditerranéens. En 2015, il obtient la médaille d'argent lors des Jeux africains, devancé par son compatriote Abdelmalik Lahoulou.

## Palmarès
| Date | Compétition            | Lieu         | Résultat | Épreuve     | Temps         |
| ---- | ---------------------- | ------------ | -------- | ----------- | ------------- |
| 2007 | Jeux africains         | Alger        | 5e       | 4 x 400 m   | 3 min 12 s 71 |
| 2007 | Jeux panarabes         | Le Caire     | 4e       | 400 m       | 46 s 99       |
| 2007 | Jeux panarabes         | Le Caire     | 4e       | 4 x 400 m   | 46 s 99       |
| 2009 | Universiade            | Belgrade     | 8e       | 4 x 400 m   | 3 min 12 s 94 |
| 2011 | Jeux africains         | Maputo       | 6e       | 400 m haies | 52 s 00       |
| 2011 | Jeux panarabes         | Doha         | 2e       | 400 m haies | 49 s 34       |
| 2013 | Championnats panarabes | Doha         | 1er      | 400 m haies | 50 s 52       |
| 2013 | Championnats panarabes | Doha         | 3e       | 4 x 400 m   | 3 min 11 s 02 |
| 2013 | Jeux méditerranéens    | Mersin       | 2e       | 400 m haies | 49 s 34       |
| 2013 | Jeux méditerranéens    | Mersin       | 4e       | 4 x 400 m   | 3 min 08 s 27 |
| 2015 | Championnats panarabes | Madinat 'Isa | 3e       | 400 m haies | 50 s 52       |
| 2015 | Jeux africains         | Brazzaville  | 2e       | 400 m haies | 49 s 27       |
| 2015 | Jeux africains         | Brazzaville  | 3e       | 4 x 400 m   | 3 min 03 s 07 |
| 2017 | Championnats panarabes | Radès        | 2e       | 400 m haies | 49 s 56       |
| 2017 | Championnats panarabes | Radès        | 1er      | 4 x 400 m   | 3 min 05 s 51 |

## Records
| Épreuve     | Performance | Lieu  | Date        |
| ----------- | ----------- | ----- | ----------- |
| 400 m haies | 49 s 24     | Alger | 2 août 2015 |